# Stomatium duthieae
Stomatium duthieae är en isörtsväxtart som beskrevs av L. Bol. Stomatium duthieae ingår i släktet Stomatium och familjen isörtsväxter. Inga underarter finns listade i Catalogue of Life.